# Acanthops elegans
Acanthops elegans är en bönsyrseart som beskrevs av Atilio Lombardo och Ippolito 2004. Acanthops elegans ingår i släktet Acanthops och familjen Acanthopidae. Inga underarter finns listade i Catalogue of Life.